# Anodyne (album)
Anodyne je četvrti i posljednji studijski album alt-country sastava Uncle Tupelo, objavljen 5. listopada 1993. Snimanju albuma prethodili su odlazak prvotnog bubnjara Mikea Heidorna i dodavanja tri nova člana postave: basista Johna Stirratta, bubnjara Kena Coomera i multiinstrumentalista Maxa Johnstona. Sastav je netom prije snimanja potpisao ugovor sa Sire Recordsom; Anodyne je bilo jedino izdanje Uncle Tupela za veliku izdavačku kuću sve do 89/93: An Anthology 2002.
Sniman u Austinu u Teksasu, Anodyne je bio obilježen podjelom kredita između pjevača Jaya Farrara i Jeffa Tweedyja, te obradom pjesme "Give Back the Key to My Heart" Douga Sahma, sa Sahmom na vokalima. Stihovne teme bile su pod utjecajem countryja te — više nego što je to bio slučaj s njihovim prethodnim izdanjima — obilježen međuljudskim odnosima. Nakon dvije promotivne turneje, tenzije između Farrara i Tweedyja kulminirale su raspadom Uncle Tupela. Dobro primljen po objavljivanju, Anodyne je remasteriran i ponovno objavljen 2003. u izdanju Rhino Entertainmenta s pet bonus pjesama.

## Kontekst
Treći album Uncle Tupela, March 16-20, 1992, objavljen je u izdanju Rockville Recordsa 3. kolovoza 1992. Sastav je po izdanju izbjegavao sve popularniji alternativni rock svirajući akustične folk i country pjesme "kao veliko 'jebi se' rock sceni". Bubnjar Mike Heidorn ograničio je svoju ulogu na albumu; kako se radilo o akustičnom albumu, Heidorn je u nekoliko pjesama koristio samo "metlice". Heidorn je htio napustiti sastav kako bi provodio više vremena s obitelji - njegova djevojka bila je majka dvoje djece. Nakon što je menadžer sastava Tony Margherita objavio kako je nekoliko velikih izdavačkih kuća zainteresirano za potpisivanje ugovora sa sastavom, Heidorn je odlučio trajno napustiti sastav.
Rockville Records odbio je isplatiti Uncle Tupelu tantijeme, iako su njihova prva dva albuma, No Depression i Still Feel Gone, prodana u ukupno 40.000 primjeraka. Margherita je pokušavao pronaći novog izdavača. Na prijedlog pjevača The Jayhawksa, Garyja Lourisa, lovac na talente Joe McEwen nagovorio je sastav na potpisivanje ugovora sa Sire Recordsom. McEwen je bio impresioniran kako je sastav bio spreman ići protiv trendova, nazvavši ga "alternativom alternativi". Iskoristivši izlaznu klauzulu u ugovoru s Rockvilleom, Uncle Tupelo je 1992. sa Sireom potpisao dogovor za sedam albuma. Dogovor je garantirao izdanje najmanje dva albuma, s budžetom od 150.000 dolara za prvi.
Prije objavljivanja njihova prvog albuma za Sire Uncle Tupelo je trebao bubnjara. Dva preostala člana intervjuirala su 24 kandidata. I Farrar i Tweedy bili su impresionirani Kenom Coomerom, bivšim bubnjarom Clockhammera, ali su poziciju odlučili prepustiti Billu Belzeru. Belzer je nastupao s Uncle Tupelom kao predizvođač za Sugar tijekom europskog dijela turneje u sklopu promocije za March 16–20, 1992, ali je otpušten iz sastava nakon šest mjeseci, da bi njegovo mjesto zauzeo Coomer. Coomer nije bio jedini novi član dodan nakon turneje - Uncle Tupelo je namjeravao proširiti sastav za snimanje Anodynea. Angažirali su multiinstrumentalista Maxa Johnstona i basista Johna Stirratta — Stirrattova prisutnost omogućila je Tweedyju da postane stalni gitarist na pjesmama koje je napisao.

## Snimanje
Anodyne je sniman od svibnja do lipnja 1993. u studiju Cedar Creek u Austinu u Teksasu. Studio se svidio sastavu jer se "jednostavno činio kao da ima kućnu atmosferu te malen i jeftin". Album je producirao, miksao i snimio Brian Paulson. Proširena postava inspirirala je Tweedyja da provodi više vremena s članovima sastava. Nakon što bi Tweedy napisao pojedinu pjesmu, odsvirao bi je Stirrattu, Coomeru i Johnstonu kako bi čuo njihova mišljenja. Farrar je interpretirao takvu praksu kao znak sve veće Tweedyjeve arogancije. Na koncertima, tijekom tog vremena, tenzije između Tweedyja i Farrara pojačale su se te dovodile do verbalnih ispada.
Album je snimljen uživo u studiju, a svaka je pjesma snimljena u samo jednom pokušaju. Tako je snimanje Anodynea dovršeno u dva tjedna. Anodyne je bio jedini album Uncle Tupela na kojem nije bilo digitalne dorade. Sire je bio zadovoljan albumom; prema McEwenu, "svi su ga [u izdavačkoj kući] smatrali korakom naprijed od onoga što su radili ranije." Farrar je napisao šest pjesama na albumu, a Tweedy pet. Uncle Tupelo se na turneji, u Hotelu Phoenix u Bostonu, upoznao s pjevačem Texas Tornadosa Dougom Sahmom. Farrar ga je pozvao da se pridruži sastavu u studiju kako bi obradili Sahmovu pjesmu "Give Back the Key to My Heart".
Tekstovi pjesama s Anodynea bili su pod utjecajem country glazbe pedesetih i šezdesetih, posebno Ernesta Tubba, Bucka Owensa i Leftyja Frizzella. Tweedy je uključio nekoliko pjesama koje se referiraju na pojedine aspekte glazbene industrije. Jedan primjer bio je "Acuff-Rose", pjesma zahvalnica glazbenom izdavaču Acuff-Rose Musicu. Napisao je "We've Been Had", koja je trebala biti kritika sastava kao što su Nirvana i The Clash koji su bili "samo šou biznis". Tweedy je bio autor "New Madrid", pjesme o lažnom proročanstvu Ibena Browninga o apokaliptičnom potresu u New Madridu u Missouriju. Farrar je bio manje raspoložen razgovarati o stihovima koje je napisao, tvrdeći kako njegove pjesme često mijenjaju svoja značenja. Kao što je to bio slučaj s drugim albumima Uncle Tupela, Farrar i Tweedy napisali su svoje stihove te ih svirali jedan drugome tjedan dana prije snimanja.

## Promocija i prijem
Anodyne je bio jedini album Uncle Tupela koji se pojavio na američkoj Billboardovoj ljestvici Top Heatseekers. Iako nije bilo singla koji bi promovirao album, prodaja je nadmašila brojku od 150.000 primjeraka. Promotivna turneja za album počela je kasnije te godine, uključujući rasprodani koncert u Trampsu u New York Cityju. Na većini koncerata na turneji bilo je prodano više od tisuću ulaznica. Uspjeh turneje ohrabrio je izdavačku kuću; prema šefu Sirea Billu Bentleyju, "ljudi su mislili da će nam Uncle Tupelo iznjedriti platinaste albume".
Usprkos očekivanjima diskografske kuće, Jay Farrar je u siječnju 1994. objavio svoju namjeru o napuštanju Uncle Tupela. Farrar je svoje razloge tajio sve do jeseni 1995., kad je u intervjuu ustvrdio: "došlo je do točke kad Jeff i ja stvarno nismo bili kompatibilni." Kao znak odanosti menadžeru Tonyju Margheriti, koji je isplatio tri tisuće dolara duga u ime sastava, Farrar je pristao odraditi još jednu promotivnu turneju. Fizičke razmirice između Tweedyja i Farrara počele su dva tjedna nakon početka turneje te su se nastavile — do mnogih od njih dolazilo je zbog Farrarovih odbijanja da svira na Tweedyjevim pjesmama. Bez obzira na Farrarovu rezerviranost, Uncle Tupelo je izveo Tweedyjevu "The Long Cut" u emisiji Late Night with Conan O'Brien, jedinom nastupu sastava na televizijskoj mreži. Sastav je svoj posljednji koncert održao 1. svibnja 1994. na festivalu Mississippi Nights u St. Louisu. Preostali članovi sa snimanja Anodynea nekoliko tjedana kasnije formirali su Wilco.
Sastav je obradio i ponovno objavio album 11. ožujka 2003. u izdanju Rhino Recordsa. Nova je verzija uključivala dvije prethodno neobjavljene pjesme: Farrarovu "Stay True" i Tweedyjevu "Wherever". Na izdanju su se našle i obrada "Are You Sure Hank Done It This Way?" Waylona Jenningsa s vokalima Joea Elyja, pjesmi prethodno objavljenoj na kompilaciji Trademark of Quality iz 1993., te "Truck Drivin' Man" i "Suzy Q".
Anodyne je dobro primljen od strane domaćih i inozemnih kritičara. Jason Ankeny s Allmusica napisao je: "Uncle Tupelo nikad nije uspio pogoditi ljepšu ravnotežu između rocka i countryja nego na Anodyneu". Mark Kemp za Rolling Stone je napisao da sastav "ima intuitivni osjećaj jednostavnosti i dinamike za country pjesmu". Njemački glazbeni časopis Spex usporedio je album s Neilom Youngom i debitantskim albumom Little Feata. Na kraju godine Anodyne je uvršten na 28. poziciju u izboru kritičara The Village Voicea te na 19. mjesto u izboru kritičara Spexa. Nathan Brackett hvalio je doprinos Maxa Johnstona u knjizi The New Rolling Stone Album Guide iz 2004. i nazvao album "najboljim radom Tupela". Norveški list Dagbladet naveo je Anodyne 1999. u svojem popisu najboljih albuma stoljeća. Kritičar Rolling Stonea Tom Moon naveo je Anodyne u svojem popisu 1,000 Recordings to Hear Before You Die.
Iako je većina recenzija albuma bila pozitivna, neki se kritičari nisu složili. Recenzent časopisa Q naglasio je da je sastav morao "odbaciti nešto od opsesije Neilom Youngom". Tom Moon je komentirao da su bonus pjesme na reizdanju iz 2003. bile "ugodne, ali nedosljedne". Robert Christgau doživio je album kao "mućak" nevrijedan "časnog spominjanja".

## Popis pjesama
| Br. | Skladba                         | Autor     | Trajanje |
| --- | ------------------------------- | --------- | -------- |
| 1.  | »Slate«                         | Farrar    | 3:24     |
| 2.  | »Acuff-Rose«                    | Tweedy    | 2:35     |
| 3.  | »The Long Cut«                  | Tweedy    | 3:20     |
| 4.  | »Give Back the Key to My Heart« | Doug Sahm | 3:26     |
| 5.  | »Chickamauga«                   | Farrar    | 3:42     |
| 6.  | »New Madrid«                    | Tweedy    | 3:31     |
| 7.  | »Anodyne«                       | Farrar    | 4:50     |
| 8.  | »We've Been Had«                | Tweedy    | 3:26     |
| 9.  | »Fifteen Keys«                  | Farrar    | 3:25     |
| 10. | »High Water«                    | Farrar    | 4:14     |
| 11. | »No Sense in Lovin'«            | Tweedy    | 3:46     |
| 12. | »Steal the Crumbs«              | Farrar    | 3:38     |

| 13. | »Stay True« (prethodno neobjavljena studijska snimka)                           | Farrar                   | 3:29 |
| 14. | »Wherever« (prethodno neobjavljena studijska snimka)                            | Tweedy                   | 3:38 |
| 15. | »Are You Sure Hank Done It This Way?« (prethodno neobjavljena studijska snimka) | Waylon Jennings          | 3:01 |
| 16. | »Truck Drivin' Man (Live)«                                                      | Terry Fell               | 2:13 |
| 17. | »Suzy Q (Live)«                                                                 | Hawkins/Lewis/Broadwater | 7:13 |

## Osoblje
- Jay Farrar – vokali, gitara, mandolina
- Jeff Tweedy – vokali, bas-gitara, gitara
- Ken Coomer – bubnjevi
- Max Johnston – violina, steel gitara, bendžo, dobro
- John Stirratt – gitara, bas-gitara
- Doug Sahm – gitara, vokali
- Lloyd Maines – pedal steel gitara
- Joe Ely – vokali
- Brian Henneman – vokali
- Brian Paulson – producent, inženjer zvuka, mikser
- Scott Hull – mastering
- Dave C. Birke – grafički dizajn, umjetnička režija
- Dan Corrigan – fotografija

## Vanjske poveznice
- Tekstovi pjesama